# La Tour-du-Pin
La Tour-du-Pin je francouzská obec v departementu Isère v regionu Auvergne-Rhône-Alpes. V roce 2010 zde žilo 7 975 obyvatel. Je centrem arrondissementu La Tour-du-Pin.

## Vývoj počtu obyvatel
Počet obyvatel